# قصر غريشام

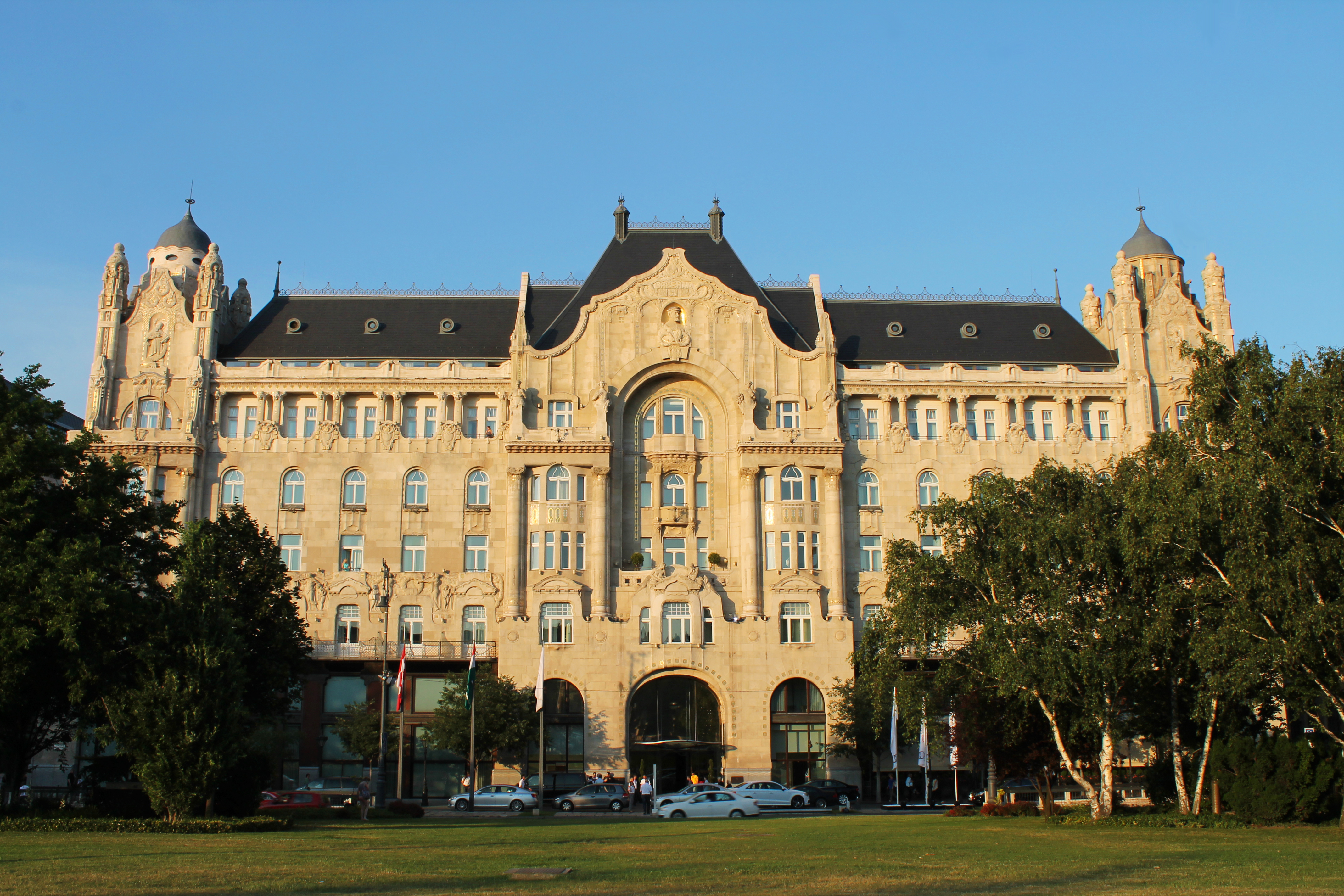
فندق فورسيزونز بودابست قصر غريشام

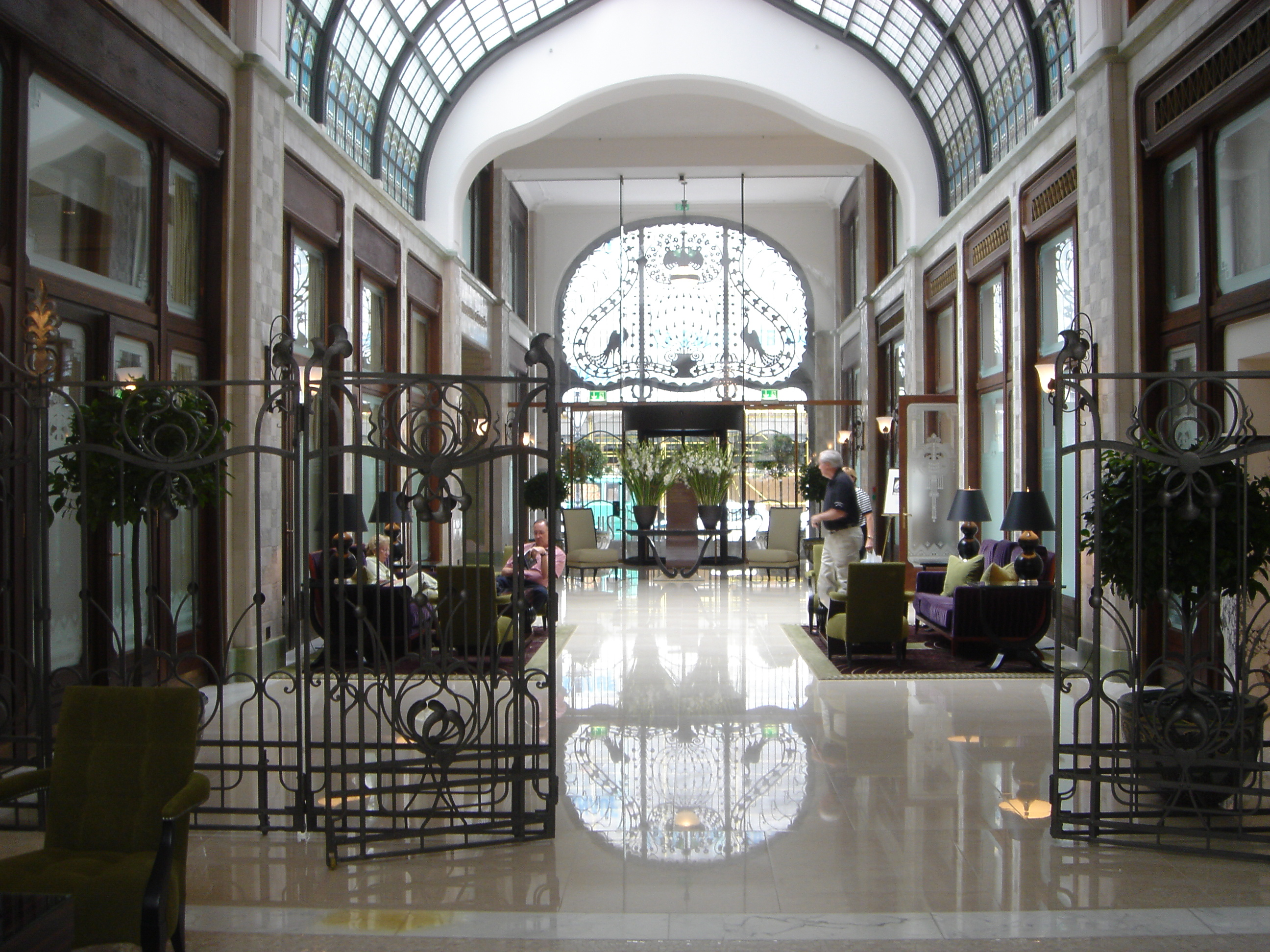
قصر غريشام من الداخل

قصر غريشام (غريشام-بالوتا) هو مبنى في بودابست، المجر؛ وهو مثال حي على فن العمارة الحديث. إن فندق فور سيزونز بودابست جريشام بالاس، الذي تم إكماله في عام 1906 كمكتب وشقة سكنية، هو فندق فخم تديره فنادق فور سيزونز. وهو يقع على طولنهر الدانوب، على مقربة من ميدان سيشني والمحطة الشرقية لجسر سلسلة سيشني.

## وصلات خارجية
- الموقع الرسمي
- History of the Gresham Palace نسخة محفوظة 10 يناير 2019 على موقع واي باك مشين.
- Gresham Palace at funiq.hu